# Lust for Life (tijdschrift)
Lust for Life, voorheen Revolver's Lust for Life en daarvoor Revolver Magazine genoemd, is een Nederlands, maandelijks tijdschrift. Het verschijnt sinds december 2005 en is bedoeld om een alternatief te bieden voor het muziektijdschrift OOR. Revolver gaat voornamelijk over rockmuziek uit de jaren zestig, zeventig en tachtig, maar biedt ook ruimte aan films en enkele gevestigde artiesten uit het heden.
Revolver is een initiatief van Tjerk Lammers, oud-hoofdredacteur van het popblad Aloha. Lammers kreeg problemen met zijn uitgever NTG, doordat die zijn medewerkers niet betaalde voor hun werk. Toen Aloha in 2005 fuseerde met OOR, besloot Lammers een eigen tijdschrift op te richten dat uit passie voor muziek zou ontstaan en zijn medewerkers wel zou betalen. Zodoende ontstond Revolver, vernoemd naar "de beste popplaat aller tijden, van de beste popgroep aller tijden", te weten de elpee Revolver van The Beatles. Deze titel was tevens een verwijzing naar de ruzie tussen Lammers en zijn voormalige uitgever.
Na een bijna-faillissement in maart 2007 maakte het blad een doorstart met de hulp van uitgevers Mark Postema (Musicmaker) en Klaas Leegwater (LiveXS). Het verscheen opnieuw op 16 augustus, in een oplage van 30.000 exemplaren.
Sinds 20 mei 2010 heet het blad Revolver's Lust for Life en is het uitgebreid met zestien pagina's. Behalve over popmuziek en film wordt er nu ook over uitgaan, theater, hi-fi-apparatuur en muziekboeken geschreven. Het recensiekatern, waarin maandelijks zo'n 150 cd's en dvd's worden besproken, is in de nieuwe opzet gehandhaafd.